# Nghĩa An, Ninh Giang
Nghĩa An là một xã thuộc huyện Ninh Giang, tỉnh Hải Dương, Việt Nam
Xã có diện tích 7,57 km², dân số năm 1999 là 9.110 người, mật độ dân số đạt 1.203 người/km².